# Улица Карла Либкнехта (Королёв)
Улица Карла Либкнехта  — улица в центральной части города Королёв.

## История
Застройка улицы началась в 1929 году. Улица названа в честь Карла Ли́бкнехта — деятеля германского и международного рабочего и социалистического движения, одного из основателей (1918) Коммунистической партии Германии.
Улица застроена в основном 4-этажными кирпичными домами с коммунальными 3-комнатными квартирами без ванн.
По адресу улица Карла Либкнехта, дом 4, квартира сначала № 19, затем № 12 долгое время в 50-х годах жил академик С.П. Королев.

## Трасса
Улица Карла Либкнехта начинается от Ленина и заканчивается на улице Коминтерна.. Общественный транспорт по улице не ходит.

## Организации
- дом 1/9: Пожарный гидрант №0082 (K150, L23
- дом 2/11: Королёвский отдел Роснедвижимости, Комитет по земельным ресурсам и землеустройству Администрации г. Королева
- дом 3: Центр технического обслуживания "Тензомаш", Пожарный гидрант №0099 (K100, K150, L16)
- дом 4: Мемориальная доска Королеву С. П. (1907—1966), Дом, где жил С.П. Королёв, Бывший "директорский" дом НИИ-88 (РКК "Энергия").
- дом 6/5: Пожарный гидрант №0091 (K150, L24)